# 红粘毛杜鹃
红粘毛杜鹃（学名：Rhododendron glischrum ssp. rude）为杜鹃花科杜鹃花属下的一个亚种。

## 扩展阅读
- 維基物種上的相關：红粘毛杜鹃